# Callyna obscura
Callyna obscura är en fjärilsart som beskrevs av George Francis Hampson 1910. Callyna obscura ingår i släktet Callyna och familjen nattflyn. Inga underarter finns listade i Catalogue of Life.